# Grustnyj dėns
Grustnyj dėns (in russo Грустный дэнс?) è un singolo del duo musicale ucraino Artik & Asti, pubblicato il 15 febbraio 2019 come primo estratto dal primo EP 7 (Part 1).
Il brano, che vede la partecipazione del cantante russo Artëm Kačer, è stato riconosciuto nella categoria di miglior gruppo pop ai premi Viktorija.

## Video musicale
Il video musicale, reso disponibile il 29 marzo 2019, è stato uno dei cinque video musicali più visti su YouTube in territorio russo nel 2019.

## Tracce
Download digitale, streaming
1. Grustnyj dėns (feat. Artëm Kačer) – 3:37

Download digitale, streaming – Remixes
1. Grustnyj dėns (feat. Artëm Kačer) (Lavrushkin & Mephisto Remix) – 2:57
2. Grustnyj dėns (feat. Artëm Kačer) (Kolya Funk & Alex Rio Remix) – 4:30
3. Grustnyj dėns (feat. Artëm Kačer) (Ramirez & Rakurs Remix) – 4:44

## Classifiche

### Classifiche settimanali
| Classifica (2019-24) | Posizione massima |
| -------------------- | ----------------- |
| Kazakistan           | 31                |
| Moldavia             | 106               |
| Russia               | 1                 |
| Ucraina              | 6                 |

### Classifiche di fine anno
| Classifica (2019) | Posizione |
| ----------------- | --------- |
| Russia            | 5         |
| Ucraina           | 38        |
| Classifica (2020) | Posizione |
| Russia            | 89        |
| Classifica (2021) | Posizione |
| Russia            | 132       |
| Classifica (2023) | Posizione |
| Kazakistan        | 110       |
| Classifica (2024) | Posizione |
| Kazakistan        | 101       |

### Classifiche di fine decennio
| Classifica (2020-29) | Posizione |
| -------------------- | --------- |
| Kazakistan           | 36        |
| Moldavia             | 70        |
| Russia               | 110       |